# Pamir-Felswühlmaus
Die Pamir-Felswühlmaus (Neodon juldaschi) ist eine Nagetierart aus der Gattung Neodon innerhalb der Wühlmäuse (Arvicolinae). Sie kommt im Nordwesten der Volksrepublik China, in Pakistan, in Afghanistan, in Tadschikistan, in Usbekistan und Kirgisistan vor.

## Merkmale
Die Pamir-Wühlmaus erreicht eine Kopf-Rumpf-Länge von 8,3 bis 10,5 Zentimetern mit einem Schwanz von 2,9 bis 3,9 Zentimetern Länge. Die Hinterfußlänge beträgt 15 bis 17 Millimeter, die Ohrlänge 11 bis 14 Millimeter. Das Rückenfell ist blassbraun, die Bauchseite ist gräulich braun. Der Schwanz ist zweifarbig mit blassbrauner Oberseite und silbrig-weißer Unterseite.

## Verbreitung
Die Pamir-Wühlmaus kommt im Nordwesten der Volksrepublik China, in Pakistan, im Nordosten von Afghanistan, im Osten von Tadschikistan, im Westen von Usbekistan und im Südwesten von Kirgisistan vor. Das Verbreitungsgebiet in China umfasst Teile des Nordwestens von Xizang und des Südwestens von Xinjiang.

## Lebensweise
Über die Lebensweise der Pamir-Wühlmaus liegen wie bei anderen Arten der Gattung nur sehr wenige Informationen vor. Sie lebt vor allem in Bergsteppengebieten und in gemäßigten Waldgebieten oberhalb von 3000 Metern Höhe. Sie ist herbivor und legt Wintervorräte an.

## Systematik
Die Pamir-Felswühlmaus wird als eigenständige Art innerhalb der Gattung Neodon eingeordnet, die aus vier bis fünf Arten besteht. Die wissenschaftliche Erstbeschreibung stammt von dem russischen Naturforscher Nikolai Alexejewitsch Sewerzow, der die Art 1879 anhand von Individuen aus dem Pamir im nordöstlichen Grenzgebiet von Tadschikistan nahe der chinesischen Stadt Aksu beschrieb.

## Status, Bedrohung und Schutz
Die Pamir-Felswühlmaus wird von der International Union for Conservation of Nature and Natural Resources (IUCN) als nicht gefährdet (least concern) eingeordnet. Begründet wird dies mit dem vergleichsweise großen Verbreitungsgebiet und den angenommen großen Beständen der Art, es liegen allerdings keine Daten zu den Beständen und Populationen vor. Potenzielle Gefährdungsrisiken für die Art sind nicht bekannt.

## Belege
1. 1 2 3  Darrin Lunde, Andrew T. Smith: Juniper Mountain Vole. In: Andrew T. Smith, Yan Xie: A Guide to the Mammals of China. Princeton University Press, Princeton NJ 2008, ISBN 978-0-691-09984-2, S. 237.
2. 1 2 3  Neodon juldaschi in der Roten Liste gefährdeter Arten der IUCN 2016.2. Eingestellt von: S. Molur, 2008. Abgerufen am 5. November 2016.
3. ↑  Neodon juldaschi. In: Don E. Wilson, DeeAnn M. Reeder (Hrsg.): Mammal Species of the World. A taxonomic and geographic Reference. 2 Bände. 3. Auflage. Johns Hopkins University Press, Baltimore MD 2005, ISBN 0-8018-8221-4.